# Godofredo Labarthe
Godofredo Adolfo Labarthe Durand (Lima, 21 de septiembre de 1889-ib. 5 de abril de 1957) fue un ingeniero agrónomo peruano. Fue ministro de Agricultura en el primer gobierno de Manuel Prado Ugarteche (1943-1945).

## Biografía
Hijo del pedagogo Pedro A. Labarthe y de María Luisa Durand. Hermano del contralmirante AP Enrique Labarthe. Ingresó a la Escuela Nacional de Agricultura y Veterinaria (actual Universidad Nacional Agraria La Molina), donde se recibió de ingeniero agrónomo en 1909 con la tesis Las enfermedades del ganado caballar en el Perú.
Empezó su labor profesional como administrador general de la Negociación Agrícola Pomalca (1911-1919). Luego, con la misma función, pasó a la Negociación Agrícola y Ganadera Fernandini (1922). Él mismo fundó la Negociación Agrícola Oyague-Labarthe-Bielich (1925). Fue también profesor en su alma mater.
Hizo viajes a los Estados Unidos, Canadá, Europa, Argentina y Chile (1925). Fue delegado del Perú ante la Conferencia Internacional de Agricultura realizada en México.
El 27 de abril de 1943 asumió como ministro de Agricultura en el primer gobierno de Manuel Prado Ugarteche, convirtiéndose en el segundo titular de dicha cartera recientemente creada.  Presidía entonces el Consejo de Ministros Alfredo Solf y Muro, desde el inicio del gobierno de Prado en 1939.
El 9 de diciembre de 1944, tras la crisis ministerial que provocó la caída del gabinete Solf y la juramentación de otro presidido por Julio East, fue ratificado en el cargo. Se mantuvo a la cabeza del ministerio de Agricultura hasta el final del gobierno de Prado, el 28 de julio de 1945.
Fue también presidente de la Sociedad de Ingenieros Agrónomos del Perú.
Falleció en Lima en 1957. El presidente Manuel Prado, que se hallaba entonces en su segundo mandato, fue personalmente a su sepelio a dar las condolencias a sus familiares.

## Publicaciones
- El fomento de la industria pesquera en el Perú (Lima, Imprenta Santa María, 1946).[6]

Escribió artículos en revistas sobre temas de su especialidad profesional.